# Installatörsföretagen

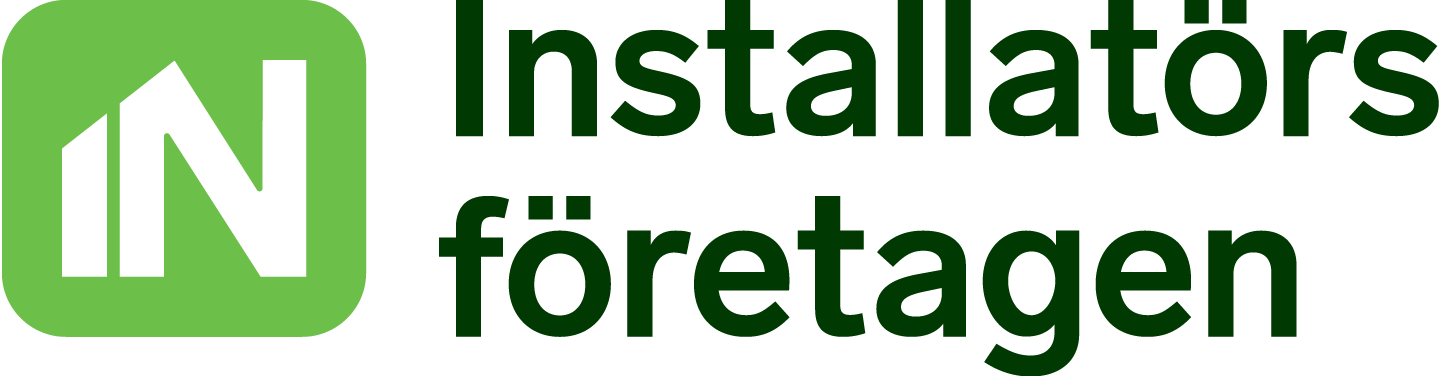

Installatörsföretagen bildades i januari 2016 av bransch- och arbetsgivarorganisationerna Elektriska Installatörsorganisationen EIO och VVS Företagen. 1 januari 2018 slogs även föreningarna samman och bildade Föreningen Installatörsföretagen.
Installatörsföretagen är en bransch- och arbetsgivarorganisation som är en del av Svenskt Näringsliv. De cirka 4 000 medlemsföretagen är verksamma inom installationsbranschen och arbetar främst med installationer av vs (vvs), ventilation, vatten, el- och telekommunikation. VD är Saira Alladin sedan 2024 och ordförande är Johnny Petré (Captcon) sedan 2021 och vice ordförande Lars Täuber (Bravida) sedan 2023.
Som arbetsgivarorganisation tecknar Installatörsföretagen kollektivavtal med arbetstagarorganisationer (facket); Elektrikerförbundet, Byggnads, Unionen, Ledarna, SEKO, Handelsanställdas förbund och Sveriges Ingenjörer.

## Historik[4]

### EIO
- 1905 Svenska Elektriska Arbetsgifvareföreningen (EA) bildades.
- 1955 Branschföreningen Elektriska Installatörsorganisationen EIO bildades.
- 1997 Sammanslagning av föreningarna och branschföreningens namn behölls, EIO.

### VVS Företagen[5]
- 1918 Rörledningsfirmornas Riksförbund (RP) bildades.
- 1945 Rörledningsfirmornas Arbetsgivareförbund (RAF) bildades.
- 1967 Rörfirmornas Riksorganisation (RR) bildades.
- 1986 VVS-Entreprenörernas Arbetsgivarförbund (VVS-E) bildades.
- 1996 Sammanslagning av VVS-E och RR: VVS-Installatörerna bildades.
- 2007 VVS-Installatörerna bytte namn till VVS Företagen.

### Installatörsföretagen
- 2014 Ett inriktningsbeslut tas i de två styrelserna (EIO och VVS Företagen) om att bilda en gemensam förening för installationsbranschen.[6]
- 2015 Inriktningsbeslutet röstades igenom av medlemmarna under två årsmöten i de båda två föreningarna.[7]
- 2016 Servicebolaget Installatörsföretagens Service i Sverige AB bildades.
- 2018 Den gemensamma Föreningen Installatörsföretagen bildades.

### Webbkällor
- ”Installatörsföretagen”. www.in.se. http://www.installatorsforetagen.se. Läst 1 december 2020.